# 伊万里市立東山代小学校
伊万里市立東山代小学校（いまりしりつひがしやましろしょうがっこう）は佐賀県伊万里市東山代町里にある市立の小学校。

## 概要

### 歴史
1873年（明治6年）に「楠久小学校」の3分校（里分校・脇野分校・長浜分校）として創立。数回の改組・改称を経て、現校名になったのは1954年（昭和29年）。2023年（令和5年）に創立150周年を迎える。

### 校章
中央に「小」の文字を置いている。

### 通学区域
住所表記で伊万里市の後に「里、長浜、日尾、天神、脇野、浦川内、東大久保、大久保、福住、国見、福和、下分、滝川内（たきがわち）、川内野（かわちの）、辻の堂、日南郷（ひなだごう）」が続く地域。

## 沿革
- 1872年（明治5年）8月 - 学制に基づき、松浦郡山代郷は「第六大学区、第八中学区、第十一小学区」に分けられる。
  - 第十一小学区は更に里、脇野、長浜、久原、立岩、西分の6分校区に分けられた。
- 1873年（明治6年）[2]- 「佐賀県管下 第六大学区 第八中学区 楠久小学校」が創立。
  - 里、脇野、長浜、久原、立岩、西分の6地区に分校が設置される。
- 1876年（明治9年）- 佐賀県のうち、松浦郡と杵島郡が長崎県に編入され、長崎県の学校となる。
- 1877年（明治10年）11月 - 3分校（里・脇野・長浜）が分離・統合の上、「精博小学校」として独立[3]。
- 1891年（明治14年）- 滝川内小学校（たきかわち）と川内野小学校（かわちの）を統合し、それぞれ滝川内分校・川内野分校とする。
- 1883年（明治16年）5月 - 長崎県から旧佐賀県の地域が分離し、佐賀県として独立。再び佐賀県の学校となる。
- 1886年（明治19年）- 小学校令の施行により、尋常科（4年制）を設置の上、「尋常精博小学校」に改称。
- 1889年（明治22年）- 町村制の施行により、東山代村立の小学校となる。
- 1892年（明治25年）-「精博尋常小学校」に改称。滝川内分校・川内野分校が分離の上、滝川内尋常小学校・川内野尋常小学校として独立。
- 1899年（明治32年）4月 - 現在地に校舎を新築し移転を完了。
- 1900年（明治33年）4月 - 高等科を併置の上、「東山代尋常高等小学校」に改称。
- 1907年（明治40年）- 小学校令改正により、義務教育年限（尋常科の修業年限）が4年から6年に延長される。
- 1908年（明治41年）- 小学校令改正を受け、従来の高等科1年を尋常科5年に、高等科2年を尋常科6年に、高等科3年・4年を、（新）高等科1・2年とする。
- 1927年（昭和2年）4月 - 「東山代第一尋常高等小学校」に改称。
- 1941年（昭和16年）4月1日 - 国民学校令の施行により、「東山代第一国民学校」に改称。尋常科を初等科に改める（初等科6年・高等科2年）。
- 1947年（昭和22年）4月1日 - 学制改革（六・三制）の実施により、国民学校初等科が「東山代村立第一小学校」に改組・改称。
  - 国民学校高等科は青年学校普通科と統合され、新制中学校「東山代村第一中学校」に改組された。
  - 中学校校舎完成までの間、小学校校舎一部を貸与。
- 1950年（昭和25年）4月1日 - 「東山代村立東山代小学校」に改称。
- 1954年（昭和29年）4月1日 - 町村合併により、伊万里市が市制施行。これにより「伊万里市立東山代小学校」（現校名）に改称。
- 1958年（昭和33年）4月1日 - 中学校統合により、伊万里市立国見中学校区となる。
- 1960年（昭和35年）4月1日 - 特殊学級を設置。この年度の生徒数が1,373名と最高を記録する。
- 1962年（昭和37年）- 完全給食を開始。
- 2022年（令和4年）4月1日 - 伊万里市立滝野小学校（小中一貫校滝野校）を統合。

## 主な進学先
中学校区は伊万里市立国見中学校。

## アクセス

### 最寄りの鉄道駅
- 松浦鉄道（MR）西九州線「里駅」

### 最寄りのバス停留所
- 西肥自動車「里」バス停留所

### 最寄りの幹線道路
- 国道204号 「里」交差点

## 周辺
- 伊万里市東山代コミュニティセンター（東山代公民館・東山代出張所）
- 東山代運動公園
- 伊万里警察署里警察官駐在所
- 佐賀銀行伊万里支店楠久出張所
- 正福寺

## 参考資料
- 「伊万里市史 教育・人物編」（2003年（平成15年）3月31日発行, 伊万里市）p.377 - p.379